# Oedipina maritima
Espèce
Statut de conservation UICN

 CR B1ab(iii)+2ab(iii) : 
En danger critique
Oedipina maritima est une espèce d'urodèles de la famille des Plethodontidae.

## Répartition
Cette espèce est endémique de l'île d'Escudo de Veraguas dans la province de Bocas del Toro au Panama.

## Étymologie
Le nom spécifique maritima vient du latin maritimus, de la mer, en référence à la très basse altitude de la localité type.

## Publication originale
- García-París & Wake, 2000 : Molecular phylogenetic analysis of relationships of the tropical salamander genera Oedipina and Nototriton, with descriptions of a new genus and three new species. Copeia, vol. 2000, no 1, p. 42-70 (texte intégral).